# Goera janaka
Goera janaka is een schietmot uit de familie Goeridae. De soort komt voor in het Oriëntaals gebied.